# Linha Tsentralhnaia (metro de Cazã)
A Linha Tsentralhnaia (em russo:  Центральная) atualmente é a única linha de metro de Cazã, na Rússia.
Foi inaugurada em 27 de agosto de 2005 (19 anos) e circula entre as estações de «Cosia Sloboda» e «Prospekt Pobedy». Tem ao todo 7 estações.